# 井上裕
井上 裕（いのうえ ゆたか、1927年〈昭和2年〉11月17日 - 2008年〈平成20年〉6月22日）は、日本の政治家。位階は従二位、勲等は勲一等、勲章は桐花大綬章。
参議院議長（第23・24代）、文部大臣（第115代）、参議院予算委員長、自由民主党参議院議員会長（第22代）、参議院議員（4期）、衆議院議員（1期）、千葉県議会議員（3期）等を歴任した。

## 来歴
千葉県成田市生まれ。旧制成田中学校（現成田高等学校）、旧制東京歯科医学専門学校（現東京歯科大学）を卒業して、六合村に歯科医院を開業する。1963年、千葉県議会議員選挙に出馬し、初当選した。以後、3期連続当選。
1972年、第33回衆議院議員総選挙に無所属で旧千葉2区（定数4）から立候補したが、次点で落選。1976年の第34回衆議院議員総選挙に再び無所属で旧千葉2区から立候補し、同区トップの得票数で当選した。この総選挙では、保守系無所属で井上、宇野亨の2人が旧千葉2区から出馬して当選する一方、自民党前職の水野清、山村新治郎がいずれも落選した。当選後、自由民主党に入党。1979年の第35回衆議院議員総選挙では、前回自民党公認で落選した元職の水野、山村がいずれも保守系無所属で立候補し、上位で当選。井上同様、当選後に自民党に入党した宇野は最下位の4位で当選したが、井上は宇野の得票数を約6千票下回り、5位で落選した（同じく自民党前職の林大幹も落選）。
1980年、第12回参議院議員通常選挙に千葉県地方区から自民党公認で立候補し、当選。以後、4期22年にわたり参議院議員を務める。1983年、第2次中曽根内閣で大蔵政務次官に就任。1990年、第2次海部改造内閣で文部大臣に任命され、初入閣した。1995年、参議院予算委員長に就任。
1998年、小渕恵三総裁の下で自由民主党参議院議員会長に起用された。2000年、5年にわたり参議院議長を務めていた斎藤十朗が参議院比例区で非拘束名簿式導入を巡る与野党対立が激化する中で議長斡旋が不調に終わった責任を取って辞任したことを受けて後任の参議院議長に就任するも、与野党対決が尾を引く中で就任日に野党からいきなり不信任決議を提出された初の議長となった（結果は否決）。同年11月の秋の叙勲で勲一等に叙され、旭日大綬章を受章する。議長在任中は参議院の権威を回復しようと、各会派代表による超党派の参議院改革協議会新設、国の決算をチェックする機能の充実など、独自性発揮に向けた議論に道筋をつける。
2002年4月22日、井上の公設秘書の、鎌ケ谷市汚職事件への関与が発覚し、参議院議長を引責辞任。5月8日に辞職願を提出し、参議院議員を辞職した。
2008年6月22日、肺線維症のため千葉県市川市内の病院で死去した。80歳没。死没日付をもって従二位に叙され、桐花大綬章を追贈された。

## 所属団体・議員連盟
- 憲法20条を考える会（顧問）

## 選挙歴
| 当落                                    | 選挙                     | 施行日         | 選挙区       | 政党       | 得票数    | 得票率 | 得票順位 /候補者数 | 比例区 | 比例順位 /候補者数 |
| --------------------------------------- | ------------------------ | -------------- | ------------ | ---------- | --------- | ------ | ------------------ | ------ | ------------------ |
| 落                                      | 第33回衆議院議員総選挙   | 1972年12月10日 | 千葉県第2区  | 無所属     | 40,932    | 12.7   | 5/9                | -      | -                  |
| 当                                      | 第34回衆議院議員総選挙   | 1976年12月5日  | 千葉県第2区  | 無所属     | 59,945    | 16.2   | 1/8                | -      | -                  |
| 落                                      | 第35回衆議院議員総選挙   | 1979年10月7日  | 千葉県第2区  | 自由民主党 | 47,238    | 12.6   | 5/7                | -      | -                  |
| 当                                      | 第12回参議院議員通常選挙 | 1980年6月22日  | 千葉県地方区 | 自由民主党 | 1,025,592 | 51.1   | 1/5                | -      | -                  |
| 当                                      | 第14回参議院議員通常選挙 | 1986年7月6日   | 千葉県選挙区 | 自由民主党 | 1,067,890 | 51.6   | 1/8                | -      | -                  |
| 当                                      | 第16回参議院議員通常選挙 | 1992年7月26日  | 千葉県選挙区 | 自由民主党 | 809,120   | 52.1   | 1/7                | -      | -                  |
| 当                                      | 第18回参議院議員通常選挙 | 1998年7月12日  | 千葉県選挙区 | 自由民主党 | 730,643   | 31.4   | 2/7                | -      | -                  |
| 当選回数5回 （参議院議員4 衆議院議員1） |                          |                |              |            |           |        |                    |        |                    |